# Eryma
Genre
Eryma est un genre éteint de crustacés décapodes. Le genre s'étend sur 100 millions d’années, du Trias jusqu’au Crétacé inférieur (Hauterivien).

## Liste de espèces
44 espèces sont reconnues
- Eryma modestiforme Schlotheim 1822 (type ; cette espèce a été initialement décrite sous le nom de Macrourites modestiformis en 1822)
- Eryma sulcata Harbourt 1905
- Eryma cumonti Van Straelin 1921
- Eryma glaessneri Van Straelen 1936
- Eryma mandelslohi Von Meyer 1837
- Eryma ornata Quenstedt
- Eryma bedelta Quenstedt
- Eryma amalthea Quenstedt
- Eryma guisei Wright
- Eryma madagascarensis Secrétan 1964
- Eryma granulifera Secrétan 1964
- Eryma radiata Oppel
- Eryma ventrosa Von Meyer
- Eryma cretacea
- Eryma foersteri Rodney M. Feldman  1979[4]
- Eryma jungostrix
- Eryma walkerae Rodney Feldmann & James Haggert 2007[5]

## Synonymie
- Eryma Gray, 1870 est un synonyme de Mauremys Gray, 1869.